# Дем'янів
Дем'я́нів — село Бурштинської міської громади Івано-Франківського району Івано-Франківської області. Розташоване на південь від міста Бурштин, на березі Бурштинського водосховища. Через село проходить автодорога H-09.

## Історія
Вперше в історичних джерелах згадується у 1448 р. Настуна згадка датується 
9 лютого 1459 року в книгах галицького суду .
У 1939 році в селі проживало 1400 мешканців (1200 українців, 50 поляків, 130 латинників, 20 євреїв), у присілку Широка — 330 мешканців (30 українців і 300 польських колоністів). В ході Другої світової війни поляки виселені до Польщі, на їх місце привезли українців з села Сілець Перемишльського району, який віддали Польщі.
До Дем'янова приєднано присілки Сулова і Широка Корнелін.

## Населення

### Мова
Розподіл населення за рідною мовою за даними перепису 2001 року:
| Мова            | Кількість | Відсоток |
| --------------- | --------- | -------- |
| українська      | 1680      | 98.88%   |
| російська       | 16        | 0.94%    |
| білоруська      | 1         | 0.06%    |
| польська        | 1         | 0.06%    |
| інші/не вказали | 1         | 0.06%    |
| Усього          | 1699      | 100%     |

## Відомі люди
Уродженцем села є історик-краєзнавець Федунків Зеновій Богданович (1963 р.н.) — закінчив Івано-Франківский педагогічний інститут ім. В. Стефаника (1990). Автор книг "Коштований камінь Прикарпаття" (2006), "Галицький замок" (2011) та інших.